# Saint-Jean-Pierre-Fixte
Saint-Jean-Pierre-Fixte è un comune francese di 294 abitanti situato nel dipartimento dell'Eure-et-Loir nella regione del Centro-Valle della Loira.

## Società

### Evoluzione demografica
Abitanti censiti